# Айдин (провінція)
Айди́н (тур. Aydın) — провінція в Туреччині, розташована в Егейському регіоні. Столиця — Айдин.

## Географія
Територія провінції Айдин на заході омивається водами Егейського моря, протока менше 2 км відокремлює узбережжя від грецького острову Самос. На півдні провінція Айдин межує з провінцією Мугла, на сході — з провінцією Денізлі, на північному сході — з провінцією Маніса, на півночі — з провінцією Ізмір.
Більша частина території провінції розташована в басейні річки Великий Мендерес (Бююк-Мендерес, в давнину Меандр).

## Історія
У давнину територія провінції входила до складу держав Лідія та Фригія. Місто Айдин, центр провінції, було засноване давніми жителями Тарса і мало назву Тралліс. У зв'язку з тим, що місто було розташоване в сейсмонебезпечній зоні, воно багато разів руйнувалося і відбудовувалося. Багато цивілізацій володіли Айдином і його околицями: лідійці, фригійці, спартанці, перси, македонці, римляни, візантійці. В 1186 турки-сельджуки захоплюють місто у Візантії. В XIV столітті його підкорює Бейлик Айдин, в 1466 році місто стає османським.

## Адміністративний поділ

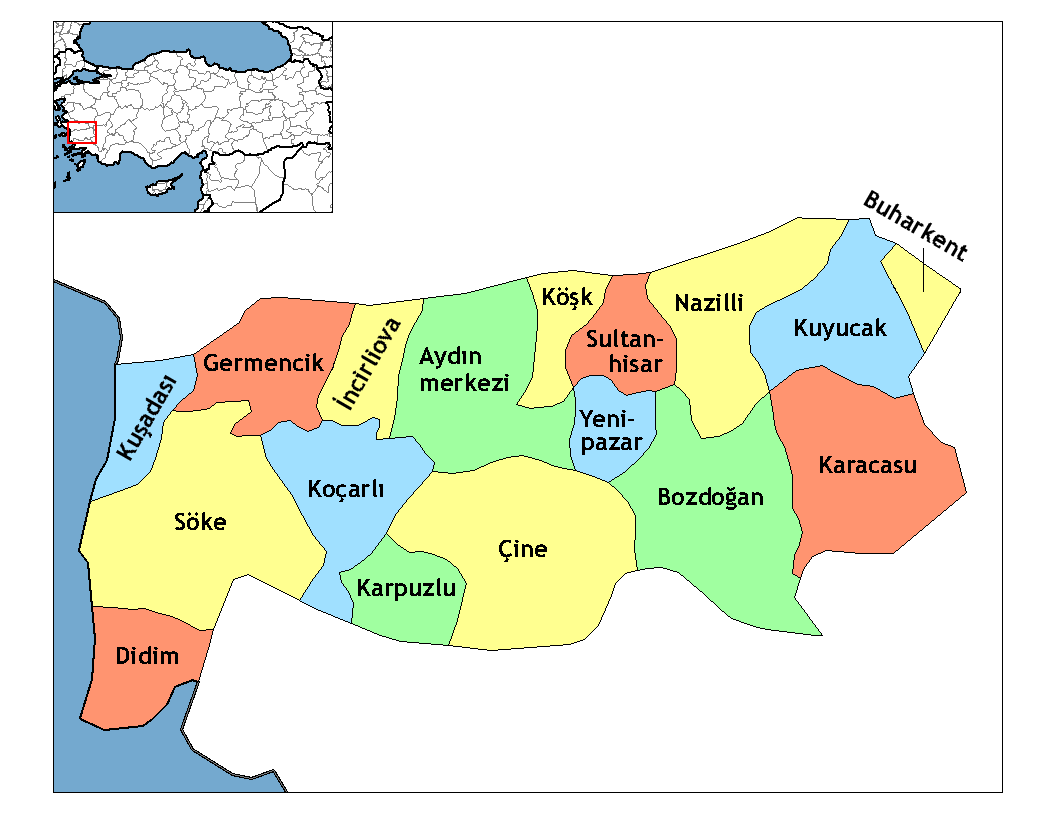
Адміністративний поділ провінції

За результатом адміністративної реформи 2012–2014 рр. (закон № 6360) всі провінції, що мали на той момент понад 750 тис. чоловік населення, у тому числі Айдин, набули статуса метрополійних муніципалітетів (тур. büyükşehir belediyesi). В центральних містах реформованих провінцій було створено нові райони (ільче, тур. ilçe), які отримали власні районні муніципалітети. Назву Айдин було залишено для метрополійного муніципалітету в цілому, а центральний район провінції було названо Ефелер на честь партизанів, що діяли у Егейському регіоні під час Греко-турецької війни 1919–1922.
Провінція Айдин складається з 17 районів:
- Боздоган
- Бухаркент
- Ґерменджік
- Дідім
- Ефелер
- Єніпазар
- Інджірліова
- Караджасу
- Карпузлу
- Кьошк
- Кочарли
- Кушадаси
- Куюджак
- Назіллі
- Сьоке
- Султанхісар
- Чіне